# Podstene (Čabar)
Podstene is een plaats in de gemeente Čabar in de Kroatische provincie Primorje-Gorski Kotar. De plaats telt 18 inwoners (2001).